# 흰점꺼끌복
흰점꺼끌복(Arothron hispidus)은 한국 남부, 태평양 열대, 온대 해역, 인도양 열대에서 주로 서식한다. 몸은 주둥이와 꼬리 빼고 다 가시로 뒤덮여 있다. 측선은 1개이다. 몸의 길이는 50cm에 이른다.

## 사진

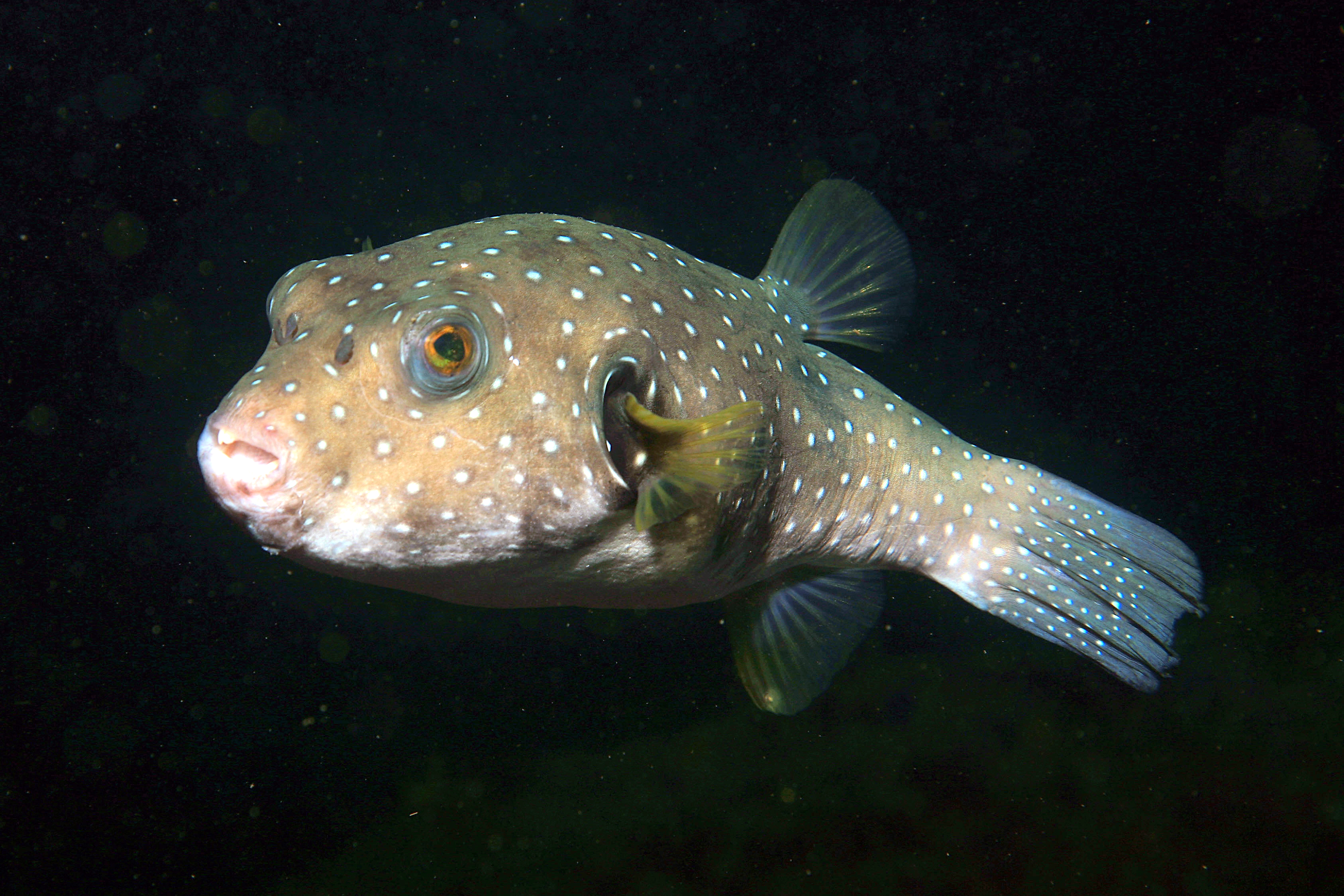
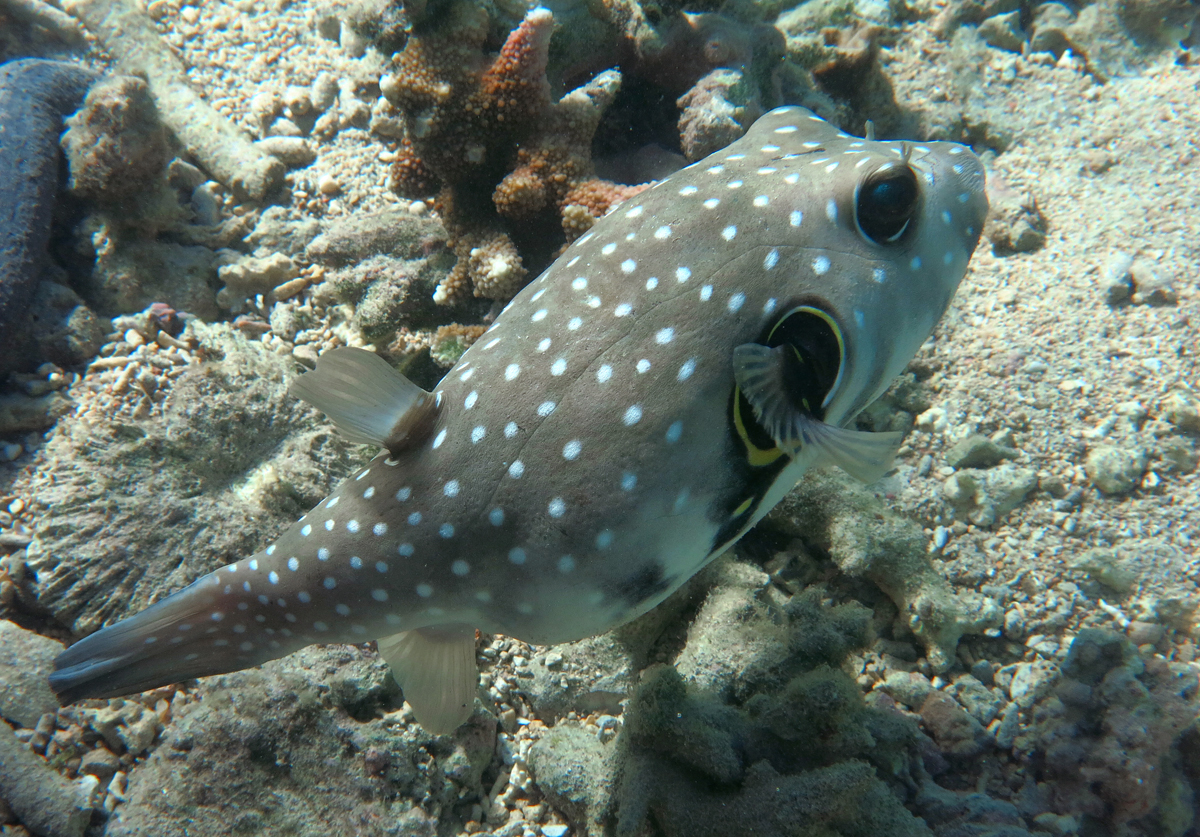
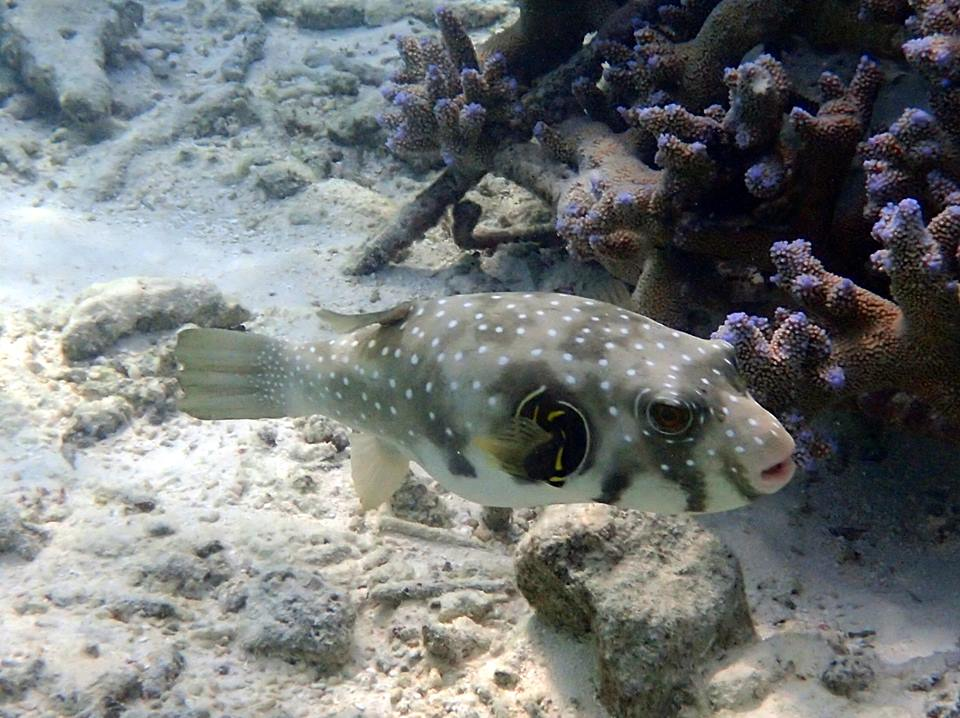
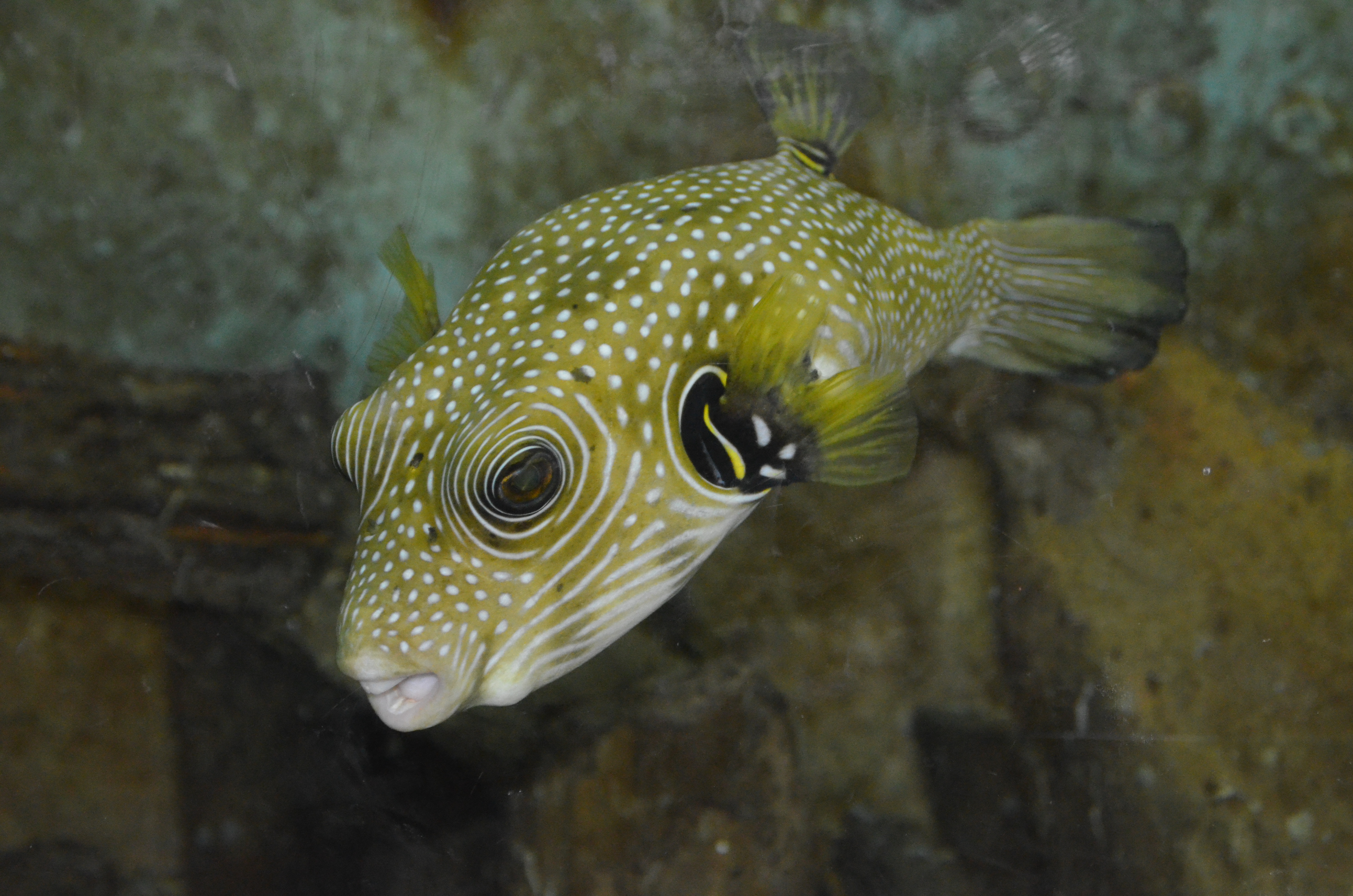